# Ma (popolo)
I Ma (o anche Maa) sono un gruppo etnico del Vietnam la cui popolazione è stimata in circa 	25.000 individui (1993).
I Ma sono presenti essenzialmente nelle province di Lam Dong, Dong Nai, and Thuan Hai. I nomi alternativi per i Ma sono: Maaq, Maa, Chauma, Ma Ngan, Che ma, Ma Xop, Ma To, Ma Krung. La religione predominante è il Cristianesimo.

## Lingua
I Ma parlano una propria lingua, la lingua Maa, spesso considerata un dialetto della lingua Koho.